# Comuna Brestovac, Požega-Slavonia
Brestovac este o comună în cantonul Požega-Slavonia, Croația, având o populație de 3.726 de locuitori (2011).

## Demografie
Componența etnică a comunei Brestovac
     Croați (90,9%)
     Sârbi (7,43%)
     Necunoscut (0,43%)
     Neclasificat (1,15%)
Componența confesională a comunei Brestovac
     Catolici (89,53%)
     Ortodocși (8,43%)
     Necunoscută (0,89%)
     Alte religii (1,15%)
Conform recensământului din 2011, comuna Brestovac avea 3.726 de locuitori. Din punct de vedere etnic, majoritatea locuitorilor (90,9%) erau croați, cu o minoritate de sârbi (7,43%). Apartenența etnică nu este cunoscută în cazul a 0,43% din locuitori. Din punct de vedere confesional, majoritatea locuitorilor (89,53%) erau catolici, cu o minoritate de ortodocși (8,43%). Pentru 0,89% din locuitori nu este cunoscută apartenența confesională.